# Nienhuis (Loppersum)
Nienhuis is een gehucht bij een voormalige wierde ten zuiden van Garrelsweer in de gemeente Eemsdelta. Aan een laantje ten zuiden van de wierde staan vanouds twee boerderijen. Deze boerderijen waren in 1595 eigendom van het Klooster Bloemhof. Waarschijnlijk vormden ze ooit een voorwerk.

## Provinciewierde
De Provinciewierde bevond zich ten zuiden van de Stadsweg. Op een kaart uit 1734/35 wordt hij de Provintie hoge wierde genoemd. Mogelijk heeft het dorp Garrelsweer eerder op deze wierde gelegen. De wierde zelf dateerde vermoedelijk uit de Late IJzertijd. De schoolmeester van Garrelsweer schrijft in 1828 dat hij een hoogte van 6 el en 4 palm boven het omliggende landschap had en een omvang van 1,5 hectare. Volgens de bodemkaart van Acker Stratingh zou hij slechts 3 meter hoog zijn geweest. De perceelsgrenzen op de kadastrale kaart en de contouren op de AHN-hoogtekaart lijken echter te wijzen op een veel groter oppervlak. De dorpswierde had een grootste lengte van 235 m en een grootste breedte van 210 m. De opduiking is in de 19e eeuw verdwenen, vermoedelijk in 1870, toen in Garrelsweer een 3 meter hoge wierde van 2,5 hectare werd afgegraven. De opbrengst van de 40.000 m3 wierdegrond werd geschat op 12.000 gulden.

## Borg?
Of er op de wierde een borg of misschien zelfs een stinswierde (zoals de naam hoge wierde suggereert) te vinden is geweest, is niet overgeleverd. De Nienhuister zijleed werd ook wel Scherlinster zijleed genoemd, genoemd naar de familie van Rembertus Skerlinga, wiens naam in 1323 wordt vermeld als een van de belangrijkste hoofdelingen van Fivelingo. Omdat Garrelsweer in 1057 een koninklijke muntplaats was, mogen we verwachten dat hier ook toen al een voorname edelman woonde, die als beschermheer verantwoordelijk was voor markt, muntslag en tolheffing in Garrelsweer. Het gebied behoorde bovendien tot het Eesterrecht, een rechtstoel die terug gaat op een hoogmiddeleeuws rechtsgebied dat voorafging aan de latere kerspelindeling.
Groningen: Steden en dorpen      Nederland: Provincies · Gemeenten